# Imogene Coca
Imogene Coca (ur. 18 listopada 1908, zm. 2 czerwca 2001) – amerykańska aktorka i komik.

## Filmografia
seriale
- 1949: The Admiral Broadway Revue jako Wykonawca
- 1956: As the World Turns jako Alice Hammond
- 1969: Night Gallery jako żona
- 1985: Na wariackich papierach jako Clara DiPesto
- 1988: Monters

film
- 1937: Dime a Dance jako Esmeralda
- 1963: Under the Yum Yum Tree jako Dorkus Murphy
- 1973: 10 from Your Show of Shows
- 1985: Papa Was a Preacher jako Panienka
- 1985: Alicja w Krainie Czarów jako Kucharka

## Nagrody i nominacje
Została nominowana do nagrody Emmy, a także posiada swoją gwiazdę na Hollywoodzkiej Alei Gwiazd.